# Tournoi de tennis de Chicago
Le tournoi de Chicago est un tournoi de tennis féminin se disputant à Chicago (en Californie) sur dur en septembre.
Auparavant, le tournoi de Chicago (Illinois, États-Unis) était un tournoi de tennis féminin du circuit professionnel WTA et masculin du circuit professionnel ATP.
Le tournoi féminin s'est joué chaque année de 1971 à 1997 (sauf en 1972). Avec douze titres (dont six consécutifs de 1978 à 1983), Martina Navrátilová détient le record du nombre de victoires en simple.
La saison féminine 2021 comprend 3 tournois à Chicago : en catégorie WTA 125, WTA 250 et WTA 500
Le tournoi masculin s'est joué en salle sur moquette de 1973 à 1975 puis de 1985 à 1987 et finalement en 1991. Un tournoi masculin de la catégorie World Championship Tennis a également été organisé à Chicago de 1971 à 1973 et en 1982, le Chicago WCT sur moquette en salle.

## Palmarès dames

### Simple
| No | Date       | Nom et lieu du tournoi                 | Catégorie      | Dotation       | Surface         | Vainqueure           | Finaliste            | Score          |                |
| -- | ---------- | -------------------------------------- | -------------- | -------------- | --------------- | -------------------- | -------------------- | -------------- | -------------- |
| 1  | 16-08-1971 | Virginia Slims of Chicago, Chicago     | VS Tour        | 20 000 $       | Moquette (int.) | Françoise Dürr       | Billie Jean King     | 6-4, 6-2       | Tableau        |
| 2  | 05-03-1973 | Virginia Slims of Chicago, Chicago     |                | 30 000 $       | Moquette (int.) | Margaret Smith Court | Billie Jean King     | 6-2, 4-6, 6-4  | Tableau        |
| 3  | 25-02-1974 | Virginia Slims of Chicago, Chicago     | VS Tour        | 50 000 $       | Moquette (int.) | Virginia Wade        | Rosie Casals         | 2-6, 6-4, 6-1  | Tableau        |
| 4  | 10-02-1975 | Virginia Slims of Chicago, Chicago     | VS Tour        | 75 000 $       | Moquette (int.) | Margaret Smith Court | Martina Navrátilová  | 6-3, 3-6, 6-2  | Tableau        |
| 5  | 25-01-1976 | Virginia Slims of Chicago, Chicago     |                | 75 000 $       | Moquette (int.) | Evonne Goolagong     | Virginia Wade        | 3-6, 6-3, 6-2  | Tableau        |
| 6  | 07-02-1977 | Virginia Slims of Chicago, Chicago     |                | 100 000 $      | Moquette (int.) | Chris Evert          | Margaret Smith Court | 6-1, 6-3       | Tableau        |
| 7  | 30-01-1978 | Virginia Slims of Chicago, Chicago     |                | 100 000 $      | Moquette (int.) | Martina Navrátilová  | Evonne Goolagong     | 6-7, 6-2, 6-2  | Tableau        |
| 8  | 29-01-1979 | Avon Championships of Chicago, Chicago |                | 200 000 $      | Moquette (int.) | Martina Navrátilová  | Tracy Austin         | 6-3, 6-4       | Tableau        |
| 9  | 21-01-1980 | Avon Championships of Chicago, Chicago |                | 200 000 $      | Moquette (int.) | Martina Navrátilová  | Chris Evert          | 6-4, 6-4       | Tableau        |
| 10 | 26-01-1981 | Avon Championships of Chicago, Chicago |                | 200 000 $      | Moquette (int.) | Martina Navrátilová  | Hana Mandlíková      | 6-4, 6-2       | Tableau        |
| 11 | 25-01-1982 | Avon Championships of Chicago, Chicago | Champ’s        | 150 000 $      | Moquette (int.) | Martina Navrátilová  | Wendy Turnbull       | 6-4, 6-1       | Tableau        |
| 12 | 14-02-1983 | Virginia Slims of Chicago, Chicago     |                | 150 000 $      | Moquette (int.) | Martina Navrátilová  | Andrea Jaeger        | 6-3, 6-2       | Tableau        |
| 13 | 06-02-1984 | Virginia Slims of Chicago, Chicago     | VS Tour C3     | 150 000 $      | Moquette (int.) | Pam Shriver          | Barbara Potter       | 7-6, 2-6, 6-3  | Tableau        |
| 14 | 16-09-1985 | Virginia Slims of Chicago, Chicago     |                | 150 000 $      | Moquette (int.) | Bonnie Gadusek       | Kathy Rinaldi        | 6-1, 6-3       | Tableau        |
| 15 | 10-11-1986 | Virginia Slims of Chicago, Chicago     |                | 150 000 $      | Moquette (int.) | Martina Navrátilová  | Hana Mandlíková      | 7-5, 7-5       | Tableau        |
| 16 | 09-11-1987 | Virginia Slims of Chicago, Chicago     |                | 150 000 $      | Moquette (int.) | Martina Navrátilová  | Natasha Zvereva      | 6-1, 6-2       | Tableau        |
| 17 | 07-11-1988 | Virginia Slims of Chicago, Chicago     | Tier III       | 250 000 $      | Moquette (int.) | Martina Navrátilová  | Chris Evert          | 6-2, 6-2       | Tableau        |
| 18 | 06-11-1989 | Virginia Slims of Chicago, Chicago     | Tier III       | 250 000 $      | Moquette (int.) | Zina Garrison        | Larisa Savchenko     | 6-3, 2-6, 6-4  | Tableau        |
| 19 | 12-02-1990 | Virginia Slims of Chicago, Chicago     | Tier I         | 500 000 $      | Moquette (int.) | Martina Navrátilová  | Manuela Maleeva      | 6-3, 6-2       | Tableau        |
| 20 | 11-02-1991 | Virginia Slims of Chicago, Chicago     | Tier II        | 350 000 $      | Moquette (int.) | Martina Navrátilová  | Zina Garrison        | 6-1, 6-2       | Tableau        |
| 21 | 10-02-1992 | Virginia Slims of Chicago, Chicago     | Tier II        | 350 000 $      | Moquette (int.) | Martina Navrátilová  | Jana Novotná         | 7-6, 4-6, 7-5  | Tableau        |
| 22 | 08-02-1993 | Virginia Slims of Chicago, Chicago     | Tier II        | 375 000 $      | Moquette (int.) | Monica Seles         | Martina Navrátilová  | 3-6, 6-2, 6-1  | Tableau        |
| 23 | 07-02-1994 | Virginia Slims of Chicago, Chicago     | Tier II        | 400 000 $      | Moquette (int.) | Natasha Zvereva      | Chanda Rubin         | 6-3, 7-5       | Tableau        |
| 24 | 06-02-1995 | Ameritech Cup, Chicago                 | Tier II        | 430 000 $      | Moquette (int.) | Magdalena Maleeva    | Lisa Raymond         | 7-5, 7-6       | Tableau        |
| 25 | 28-10-1996 | Ameritech Cup, Chicago                 | Tier II        | 450 000 $      | Moquette (int.) | Jana Novotná         | Jennifer Capriati    | 6-4, 3-6, 6-1  | Tableau        |
| 26 | 03-11-1997 | Ameritech Cup, Chicago                 | Tier II        | 450 000 $      | Moquette (int.) | Lindsay Davenport    | Nathalie Tauziat     | 6-0, 7-5       | Tableau        |
|    | 1998-2017  | Pas de tournoi                         | Pas de tournoi | Pas de tournoi | Pas de tournoi  | Pas de tournoi       | Pas de tournoi       | Pas de tournoi | Pas de tournoi |
| 27 | 03-09-2018 | Oracle Challenger Series, Chicago      | WTA 125        | 140 000 $      | Dur (ext.)      | Petra Martić         | Mona Barthel         | 6-4, 6-1       | Tableau        |
|    | 2019-2020  | Pas de tournoi                         | Pas de tournoi | Pas de tournoi | Pas de tournoi  | Pas de tournoi       | Pas de tournoi       | Pas de tournoi | Pas de tournoi |
| 28 | 16-08-2021 | WTA Chicago 125, Chicago               | WTA 125        | 115 000 $      | Dur (ext.)      | Clara Tauson         | Emma Raducanu        | 6-1, 2-6, 6-4  | Tableau        |
| 29 | 22-08-2021 | Chicago Women's Open, Chicago          | WTA 250        | 235 238 $      | Dur (ext.)      | Elina Svitolina      | Alizé Cornet         | 7-5, 6-4       | Tableau        |
| 30 | 27-09-2021 | Chicago Fall Tennis Classic, Chicago   | WTA 500        | 565 530 $      | Dur (ext.)      | Garbiñe Muguruza     | Ons Jabeur           | 3-6, 6-3, 6-0  | Tableau        |
|    | 2022       | Pas de tournoi                         | Pas de tournoi | Pas de tournoi | Pas de tournoi  | Pas de tournoi       | Pas de tournoi       | Pas de tournoi | Pas de tournoi |
| 31 | 21-08-2023 | Chicago Women's Open, Chicago          | WTA 125        | 125 000 $      | Dur (ext.)      | Viktoriya Tomova     | Claire Liu           | 6-1, 6-4       | Tableau        |

### Double
| No | Date       | Nom et lieu du tournoi                | Catégorie      | Dotation       | Surface         | Vainqueures                          | Finalistes                           | Score            |                |
| -- | ---------- | ------------------------------------- | -------------- | -------------- | --------------- | ------------------------------------ | ------------------------------------ | ---------------- | -------------- |
| 1  | 16-08-1971 | Virginia Slims of Chicago Chicago     | VS Tour        | 20 000 $       | Moquette (int.) | Judy Tegart-Dalton Françoise Dürr    | Rosie Casals Billie Jean King        | 6-4, 7-6         | Tableau        |
| 2  | 05-03-1973 | Virginia Slims of Chicago Chicago     |                | 30 000 $       | Moquette (int.) | Rosie Casals Billie Jean King        | Karen Krantzcke Betty Stöve          | 6-4, 6-2         | Tableau        |
| 3  | 25-02-1974 | Virginia Slims of Chicago Chicago     | VS Tour        | 50 000 $       | Moquette (int.) | Chris Evert Billie Jean King         | Françoise Dürr Betty Stöve           | 3-6, 6-4, 6-4    | Tableau        |
| 4  | 10-02-1975 | Virginia Slims of Chicago Chicago     | VS Tour        | 75 000 $       | Moquette (int.) | Chris Evert Martina Navrátilová      | Margaret Smith Court Olga Morozova   | 6-2, 7-6         | Tableau        |
| 5  | 25-01-1976 | Virginia Slims of Chicago Chicago     |                | 75 000 $       | Moquette (int.) | Olga Morozova Virginia Wade          | Evonne Goolagong Martina Navrátilová | 6-74, 6-4, 6-4   | Tableau        |
| 6  | 07-02-1977 | Virginia Slims of Chicago Chicago     |                | 100 000 $      | Moquette (int.) | Rosie Casals Chris Evert             | Margaret Smith Court Betty Stöve     | 6-3, 6-4         | Tableau        |
| 7  | 30-01-1978 | Bridgestone double of Chicago Chicago |                | 100 000 $      | Moquette (int.) | Betty Stöve Evonne Goolagong         | Rosie Casals Joanne Russell          | 6-1, 6-4         | Tableau        |
| 8  | 29-01-1979 | Avon Championships of Chicago Chicago |                | 200 000 $      | Moquette (int.) | Rosie Casals Betty-Ann Stuart        | Ilana Kloss Greer Stevens            | 3-6, 7-5, 7-5    | Tableau        |
| 9  | 21-01-1980 | Avon Championships of Chicago Chicago |                | 200 000 $      | Moquette (int.) | Billie Jean King Martina Navrátilová | Sylvia Hanika Kathy Jordan           | 6-3, 6-4         | Tableau        |
| 10 | 26-01-1981 | Avon Championships of Chicago Chicago |                | 200 000 $      | Moquette (int.) | Martina Navrátilová Pam Shriver      | Barbara Potter Sharon Walsh          | 6-3, 6-1         | Tableau        |
| 11 | 25-01-1982 | Avon Championships of Chicago Chicago | Champ’s        | 150 000 $      | Moquette (int.) | Martina Navrátilová Pam Shriver      | Rosie Casals Wendy Turnbull          | 7-5, 6-4         | Tableau        |
| 12 | 14-02-1983 | Virginia Slims of Chicago Chicago     |                | 150 000 $      | Moquette (int.) | Martina Navrátilová Pam Shriver      | Kathy Jordan Anne Smith              | 6-1, 6-2         | Tableau        |
| 13 | 06-02-1984 | Virginia Slims of Chicago Chicago     | VS Tour C3     | 150 000 $      | Moquette (int.) | Billie Jean King Sharon Walsh        | Barbara Potter Pam Shriver           | 5-7, 6-3, 6-3    | Tableau        |
| 14 | 16-09-1985 | Virginia Slims of Chicago Chicago     |                | 150 000 $      | Moquette (int.) | Kathy Jordan Elizabeth Smylie        | Elise Burgin Joanne Russell          | 6-2, 6-2         | Tableau        |
| 15 | 10-11-1986 | Virginia Slims of Chicago Chicago     |                | 150 000 $      | Moquette (int.) | Claudia Kohde-Kilsch Helena Suková   | Steffi Graf Gabriela Sabatini        | 6-7, 7-6, 6-3    | Tableau        |
| 16 | 09-11-1987 | Virginia Slims of Chicago Chicago     |                | 150 000 $      | Moquette (int.) | Claudia Kohde-Kilsch Helena Suková   | Zina Garrison Lori McNeil            | 6-4, 6-3         | Tableau        |
| 17 | 07-11-1988 | Virginia Slims of Chicago Chicago     | Tier III       | 250 000 $      | Moquette (int.) | Lori McNeil Betsy Nagelsen           | Larisa Savchenko Natasha Zvereva     | 6-4, 3-6, 6-4    | Tableau        |
| 18 | 06-11-1989 | Virginia Slims of Chicago Chicago     | Tier III       | 250 000 $      | Moquette (int.) | Larisa Savchenko Natasha Zvereva     | Jana Novotná Helena Suková           | 6-3, 2-6, 6-3    | Tableau        |
| 19 | 12-02-1990 | Virginia Slims of Chicago Chicago     | Tier I         | 500 000 $      | Moquette (int.) | Martina Navrátilová Anne Smith       | Arantxa Sánchez Nathalie Tauziat     | 6-7, 6-4, 6-3    | Tableau        |
| 20 | 11-02-1991 | Virginia Slims of Chicago Chicago     | Tier II        | 350 000 $      | Moquette (int.) | Gigi Fernández Jana Novotná          | Martina Navrátilová Pam Shriver      | 6-2, 6-4         | Tableau        |
| 21 | 10-02-1992 | Virginia Slims of Chicago Chicago     | Tier II        | 350 000 $      | Moquette (int.) | Martina Navrátilová Pam Shriver      | Katrina Adams Zina Garrison          | 6-4, 7-6         | Tableau        |
| 22 | 08-02-1993 | Virginia Slims of Chicago Chicago     | Tier II        | 375 000 $      | Moquette (int.) | Katrina Adams Zina Garrison          | Amy Frazier Kimberly Po              | 7-6, 6-3         | Tableau        |
| 23 | 07-02-1994 | Virginia Slims of Chicago Chicago     | Tier II        | 400 000 $      | Moquette (int.) | Gigi Fernández Natasha Zvereva       | Manon Bollegraf Martina Navrátilová  | 6-3, 3-6, 6-4    | Tableau        |
| 24 | 06-02-1995 | Ameritech Cup Chicago                 | Tier II        | 430 000 $      | Moquette (int.) | Gabriela Sabatini Brenda Schultz     | Tami Whitlinger Marianne Werdel      | 5-7, 7-6, 6-4    | Tableau        |
| 25 | 28-10-1996 | Ameritech Cup Chicago                 | Tier II        | 450 000 $      | Moquette (int.) | Lisa Raymond Rennae Stubbs           | Angela Lettiere Nana Miyagi          | 6-1, 6-1         | Tableau        |
| 26 | 03-11-1997 | Ameritech Cup Chicago                 | Tier II        | 450 000 $      | Moquette (int.) | Alexandra Fusai Nathalie Tauziat     | Lindsay Davenport Monica Seles       | 6-3, 6-2         | Tableau        |
|    | 1998-2017  | Pas de tournoi                        | Pas de tournoi | Pas de tournoi | Pas de tournoi  | Pas de tournoi                       | Pas de tournoi                       | Pas de tournoi   | Pas de tournoi |
| 27 | 03-09-2018 | Oracle Challenger Series Chicago      | WTA 125        | 140 000 $      | Dur (ext.)      | Mona Barthel Kristýna Plíšková       | Asia Muhammad Maria Sanchez          | 6-3, 6-2         | Tableau        |
|    | 2019-2020  | Pas de tournoi                        | Pas de tournoi | Pas de tournoi | Pas de tournoi  | Pas de tournoi                       | Pas de tournoi                       | Pas de tournoi   | Pas de tournoi |
| 28 | 16-08-2021 | WTA Chicago 125 Chicago               | WTA 125        | 115 000 $      | Dur (ext.)      | Eri Hozumi Peangtarn Plipuech        | Mona Barthel Hsieh Shu-ying          | 7-5, 6-2         | Tableau        |
| 29 | 22-08-2021 | Chicago Women's Open Chicago          | WTA 250        | 235 238 $      | Dur (ext.)      | Nadiia Kichenok Raluca Olaru         | Lyudmyla Kichenok Makoto Ninomiya    | 7-6, 5-7, [10-8] | Tableau        |
| 30 | 27-09-2021 | Chicago Fall Tennis Classic Chicago   | WTA 500        | 565 530 $      | Dur (ext.)      | Květa Peschke Andrea Petkovic        | Nicole Melichar Demi Schuurs         | 7-6, 6-4         | Tableau        |
|    | 2022       | Pas de tournoi                        | Pas de tournoi | Pas de tournoi | Pas de tournoi  | Pas de tournoi                       | Pas de tournoi                       | Pas de tournoi   | Pas de tournoi |
| 31 | 21-08-2023 | Chicago Women's Open Chicago          | WTA 125        | 125 000 $      | Dur (ext.)      | Ulrikke Eikeri Ingrid Neel           | Cristina Bucșa Alexandra Panova      | Forfait          | Tableau        |

## Palmarès messieurs

### Simple
| No | Date       | Nom et lieu du tournoi        | Catégorie      | Dotation       | Surface         | Vainqueur      | Finaliste       | Score              |                |
| -- | ---------- | ----------------------------- | -------------- | -------------- | --------------- | -------------- | --------------- | ------------------ | -------------- |
| 1  | 26-04-1971 | , Chicago                     |                | NC $           | NC              | John Newcombe  | Arthur Ashe     | 4-6, 7-6, 6-2, 6-3 |                |
| 2  | 13-03-1972 | , Chicago                     |                | NC $           | NC              | Tom Okker      | Arthur Ashe     | 4-6, 6-2, 6-3      |                |
| 3  | 26-02-1973 | , Chicago                     |                | NC $           | NC              | Arthur Ashe    | Roger Taylor    | 3-6, 7-6, 7-6      |                |
| 4  | 01-10-1973 | Tam International, Chicago    | Grand Prix     | NC $           | Moquette (int.) | Tom Okker      | John Newcombe   | 3-6, 7-6, 6-3      |                |
| 5  | 22-07-1974 | Tam International, Chicago    | Grand Prix     | NC $           | Moquette (int.) | Stan Smith     | Marty Riessen   | 3-6, 6-1, 6-4      |                |
| 6  | 21-07-1975 | Tam International, Chicago    | Grand Prix     | NC $           | Moquette (int.) | Roscoe Tanner  | John Alexander  | 6-1, 6-7, 7-6      |                |
|    | 1976-1981  | Pas de tournoi                | Pas de tournoi | Pas de tournoi | Pas de tournoi  | Pas de tournoi | Pas de tournoi  | Pas de tournoi     | Pas de tournoi |
| 7  | 29-11-1982 | , Chicago                     |                | NC $           | NC              | Wojtek Fibak   | Bill Scanlon    | 6-2, 2-6, 6-3, 6-4 |                |
| 8  | 01-04-1985 | Volvo/Chicago Open, Chicago   | Grand Prix     | 250 000 $      | Moquette (int.) | John McEnroe   | Jimmy Connors   | Forfait            |                |
| 9  | 24-03-1986 | Volvo/Chicago Open, Chicago   | Grand Prix     | 250 000 $      | Moquette (int.) | Boris Becker   | Ivan Lendl      | 7-6, 6-3           |                |
| 10 | 30-03-1987 | Volvo/Chicago Open, Chicago   | Grand Prix     | 250 000 $      | Moquette (int.) | Tim Mayotte    | David Pate      | 6-4, 6-2           |                |
| 11 | 25-02-1991 | Volvo/Tennis Chicago, Chicago | Grand Prix     | 225 000 $      | Moquette (int.) | John McEnroe   | Patrick McEnroe | 3-6, 6-2, 6-4      |                |

### Double
| No | Date       | Nom et lieu du tournoi        | Catégorie      | Dotation       | Surface         | Vainqueurs                         | Finalistes                       | Score                   |                |
| -- | ---------- | ----------------------------- | -------------- | -------------- | --------------- | ---------------------------------- | -------------------------------- | ----------------------- | -------------- |
| 1  | 26-04-1971 | , Chicago                     |                | NC $           | NC              | Tom Okker Marty Riessen            | John Newcombe Tony Roche         | 7-6, 4-6, 7-6           |                |
| 2  | 13-03-1972 | , Chicago                     |                | NC $           | NC              | Tom Okker Marty Riessen            | Roy Emerson Rod Laver            | 6-2, 6-3                |                |
| 3  | 26-02-1973 | , Chicago                     |                | NC $           | NC              | Ken Rosewall Fred Stolle           | Ismail El Shafei Brian Fairlie   | 6-7, 6-4, 6-2           |                |
| 4  | 01-10-1973 | Tam International, Chicago    | Grand Prix     | NC $           | Moquette (int.) | Owen Davidson John Newcombe        | Gerald Battrick Graham Stilwell  | 6-7, 7-6, 7-6           |                |
| 5  | 22-07-1974 | Tam International, Chicago    | Grand Prix     | NC $           | Moquette (int.) | Tom Gorman Marty Riessen           | Brian Gottfried Raúl Ramírez     | 4-6, 6-3, 7-5           |                |
| 6  | 21-07-1975 | Tam International, Chicago    | Grand Prix     | NC $           | Moquette (int.) | John Alexander Phil Dent           | Mike Cahill John Whitlinger      | 6-3, 6-4                |                |
|    | 1976-1981  | Pas de tournoi                | Pas de tournoi | Pas de tournoi | Pas de tournoi  | Pas de tournoi                     | Pas de tournoi                   | Pas de tournoi          | Pas de tournoi |
| 7  | 29-11-1982 | , Chicago                     |                | NC $           | NC              | Anand Amritraj Vijay Amritraj      | Mike Cahill Bruce Manson         | 3-6, 6-2, 6-3           |                |
| 8  | 01-04-1985 | Volvo/Chicago Open, Chicago   | Grand Prix     | 250 000 $      | Moquette (int.) | Johan Kriek Yannick Noah           | Ken Flach Robert Seguso          | 3-6, 4-6, 7-5, 6-1, 6-4 |                |
| 9  | 24-03-1986 | Volvo/Chicago Open, Chicago   | Grand Prix     | 250 000 $      | Moquette (int.) | Ken Flach Robert Seguso            | Eddie Edwards Francisco González | 6-0, 7-5                |                |
| 10 | 30-03-1987 | Volvo/Chicago Open, Chicago   | Grand Prix     | 250 000 $      | Moquette (int.) | Paul Annacone Christo van Rensburg | Mike De Palmer Gary Donnelly     | 6-3, 7-6                |                |
| 11 | 25-02-1991 | Volvo/Tennis Chicago, Chicago | Grand Prix     | 225 000 $      | Moquette (int.) | Scott Davis David Pate             | Grant Connell Glenn Michibata    | 6-4, 5-7, 7-6           |                |